# Kungsträdgården

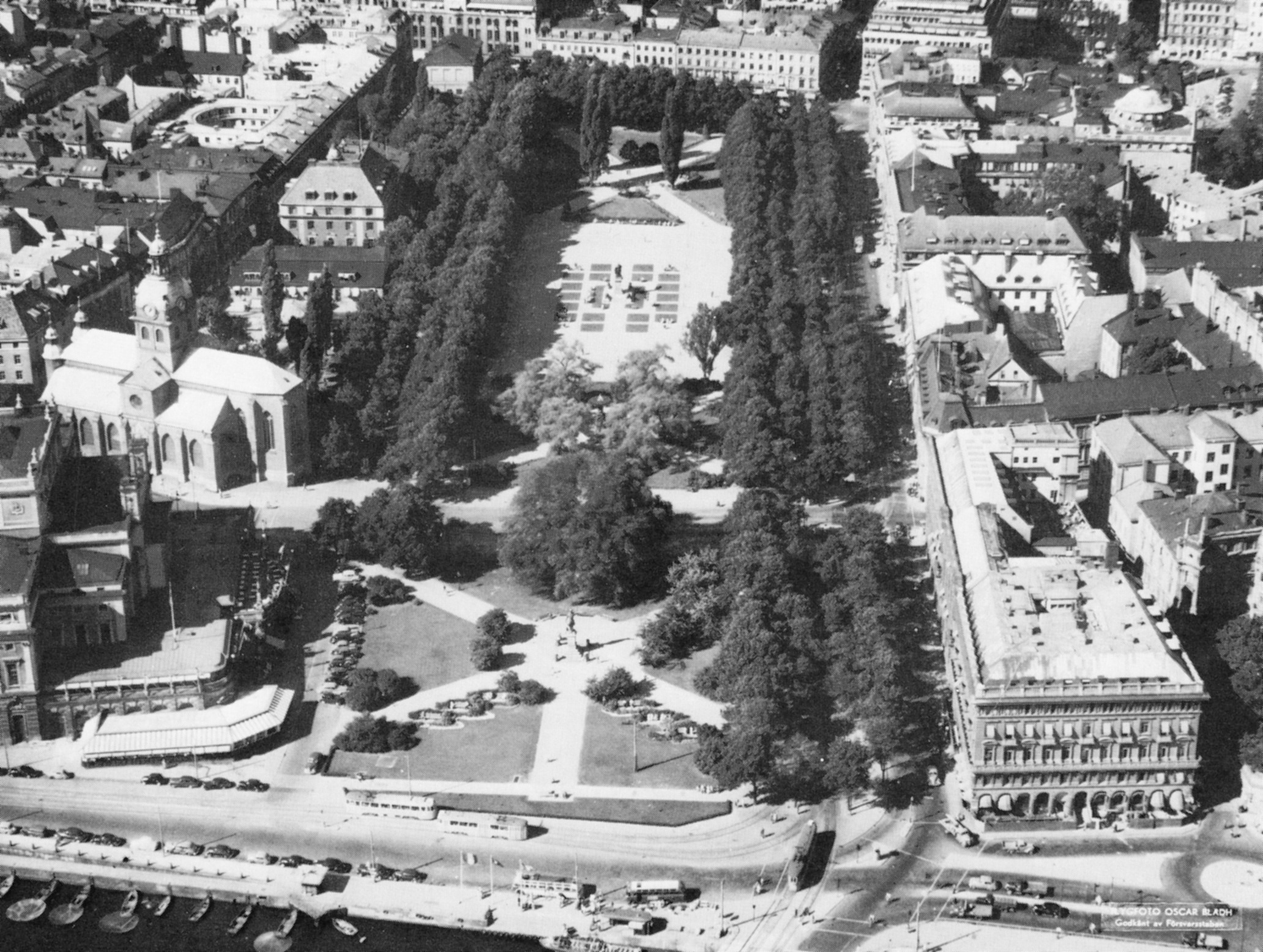
Kungsträdgården 1950. Foto: Oscar Bladh.

Kungsträdgården, vardagligt även Kungsan, är en park på Norrmalm i Stockholm. Den och Humlegården är de äldsta bevarade offentliga parkerna i Stockholm. Här låg en gång slottet Makalös. På den tiden var parken en inhägnad lustgård dit endast hovet hade tillträde. Vid grindarna stod beväpnade vakter.
I Kungsträdgården avhölls Stockholmsutställningen 1866, som var Sveriges första internationella konst- och industriutställning efter europeiskt mönster. I parken finns två statyer över svenska kungar Karl XII med Karl XII:s staty och Karl XIII med Karl XIII:s staty. Mellan statyerna finns Molins fontän och de skogsalmar som var centrum för Almstriden den 12–13 maj 1971.
Parallellt på västra sidan om Kungsträdgården går Västra Trädgårdsgatan, som sträcker sig från Jakobsgatan i söder till Hamngatan i norr. Parallellt på östra sidan om Kungsträdgården går Kungsträdgårdsgatan, som sträcker sig från Strömgatan och Strömbron i söder till Hamngatan i norr. Den västra allén heter sedan 1998 Jussi Björlings allé och den östra sedan 2007 Birgit Nilssons allé.
Kungsträdgården ägs sedan 1971 av Stockholms kommun, men drevs 1953–2015 av Kungsträdgården Park & Evenemang AB, som är ett av Stockholms handelskammare helägt evenemangsdotterbolag. Från den 1 oktober 2015 drivs Kungsträdgården av Kulturförvaltningen i Stockholms stad.

## Tidig historia

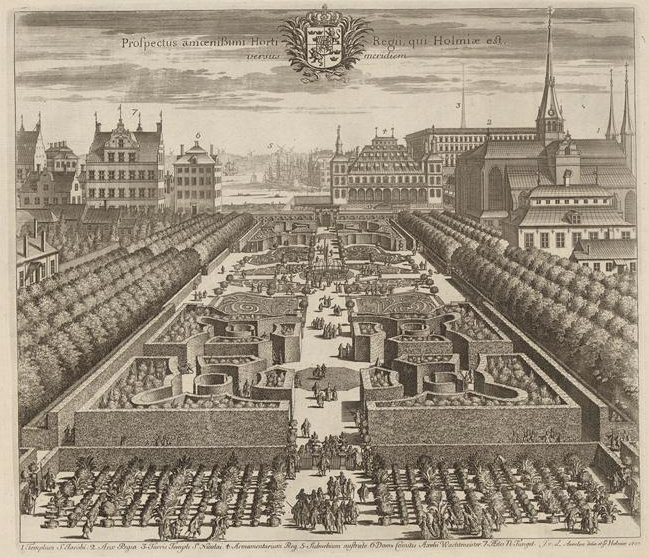
Kungsträdgården 1716. Ur Suecia antiqua et hodierna.

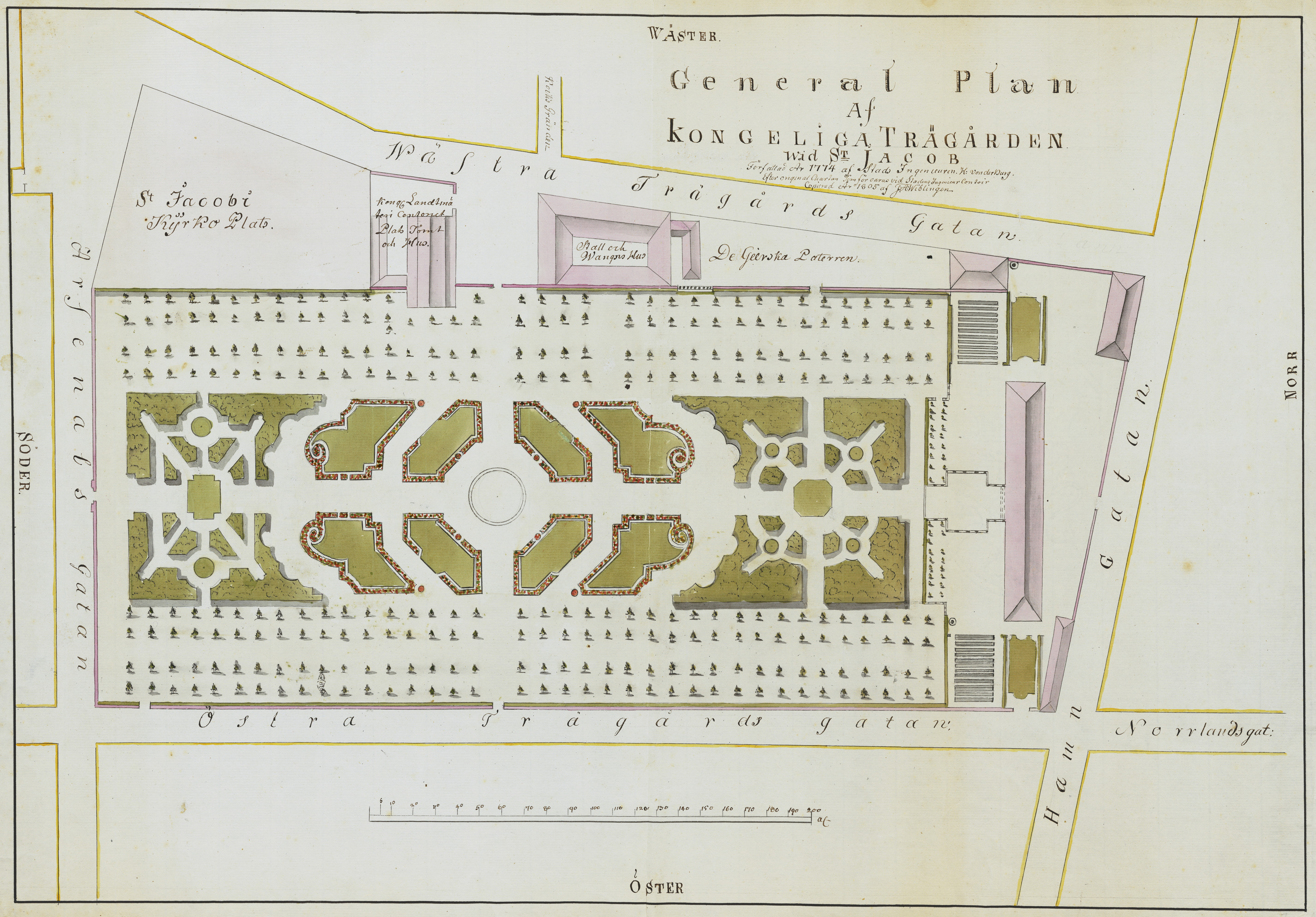
Generalplan över Kungsträdgården upprättad 1774 av stadsingenjören Hieronymus von der Burg (norr är till höger).

Kungsträdgården var i äldre tider en trädgård för kungafamiljens räkning och inte upplåten för allmänheten. Redan Erik av Pommern skall ha haft en kålodling på nuvarande Kungsträdgårdens plats, men betydligt begränsad i väster av Jacobs kyrkogård och i öst av Näckströmmen, som skiljde malmen från Blasieholmen. Gustav Vasa, Erik XIV och flera senare kungar sägs ha inkallat utländska trädgårdsmästare för att sköta de kungliga trädgårdarna och plantera utländska rara träd och örter.
På Karl XI:s tid uppsattes en vattenkonst, till vilken vattnet enligt kungliga trädgårdsintendenten Johan Hårlemans förslag, togs från Träsksjön. Den borttogs 1767 och i stället anlades en gräsplan på vilken man uppställde en byst av Fredrik I på den plats där nu Karl XIII:s staty står.
Först på 1700-talet, och särskilt under Gustav III:s tid, fick allmänheten tillträde till Kungsträdgården. År 1762 uppfördes ett nytt växthus eller orangeri i norra änden av platsen, ett gammalt växthus fanns redan från Karl XII:s tid. Samtidigt uppfördes en trädgårdsmästarbostad. Trädgården omgärdades med stenmurar med stora järnportar. I allmänhet tycks Kungsträdgården på den tiden ha varit välskött av vårdare avlönade av staten. När allmänheten fick tillträde, blev den en förlustelseplats av gladaste slag, varav flera av Bellmans sånger ger livliga skildringar. Orangeriet öppnades 1772 som ett nöjespalats för offentliga konserter och baler, Vauxhall. 
Efter 1796 undergick Kungsträdgården betydande förändringar. Träd höggs ned för att ge ljus och luft i de täta gångarna. Gräsplaner anlades. Vauxhallen förvandlades 1801 till arsenal och 1823, innan det 1851 togs bort, till brunnssalong. Den södra muren, mitt emot före detta De la Gardieska palatset, revs och Arsenalsgatan jämnades med trädgården. På Karl XIII:s och Karl XIV Johans tid undanröjdes allt som utmärkte en trädgård och alla murar togs bort. Platsen planerades, grusades och berövades nästan allt grönt och utsträcktes ned till strömmen, sedan De la Gardies palats Makalös hade brunnit ned 1825. 
Efter det att Karl XIV Johan låtit resa en staty av sin adoptivfar Karl XIII, påbjöds genom ett kungligt brev den 26 mars 1822, att Kungsträdgården skulle kallas "Karl XIII:s torg". Själva statyn är utförd av bildhuggaren Erik Gustaf Göthe medan de fyra lejonen som placerats i fotställningens hörn är modellerade av Bengt Erland Fogelberg.

## Konstnärlig utsmyckning
Mitt i parken står Karl XIII:s staty, omgiven av fyra lejon. Statyn är utförd av Erik Gustaf Göthe och avtäcktes den 5 november 1821. De fyra lejonen skapades av Bengt Erland Fogelberg och kom på plats 1824. Karl XII:s staty i parkens södra del, Karl XII:s torg, avtäcktes den 30 november 1868, 150-årsdagen av kungens död vid Fredriksten. Ytterligare ett konstverk i parken är Molins fontän, formgiven av Johan Peter Molin. Fontänen sattes upp den 25 september 1873 efter en allmän insamling och bidrag från Stockholms stad. Dessförinnan hade den visats som gipsmodell på Stockholmsutställningen 1866.

## Nyare historia

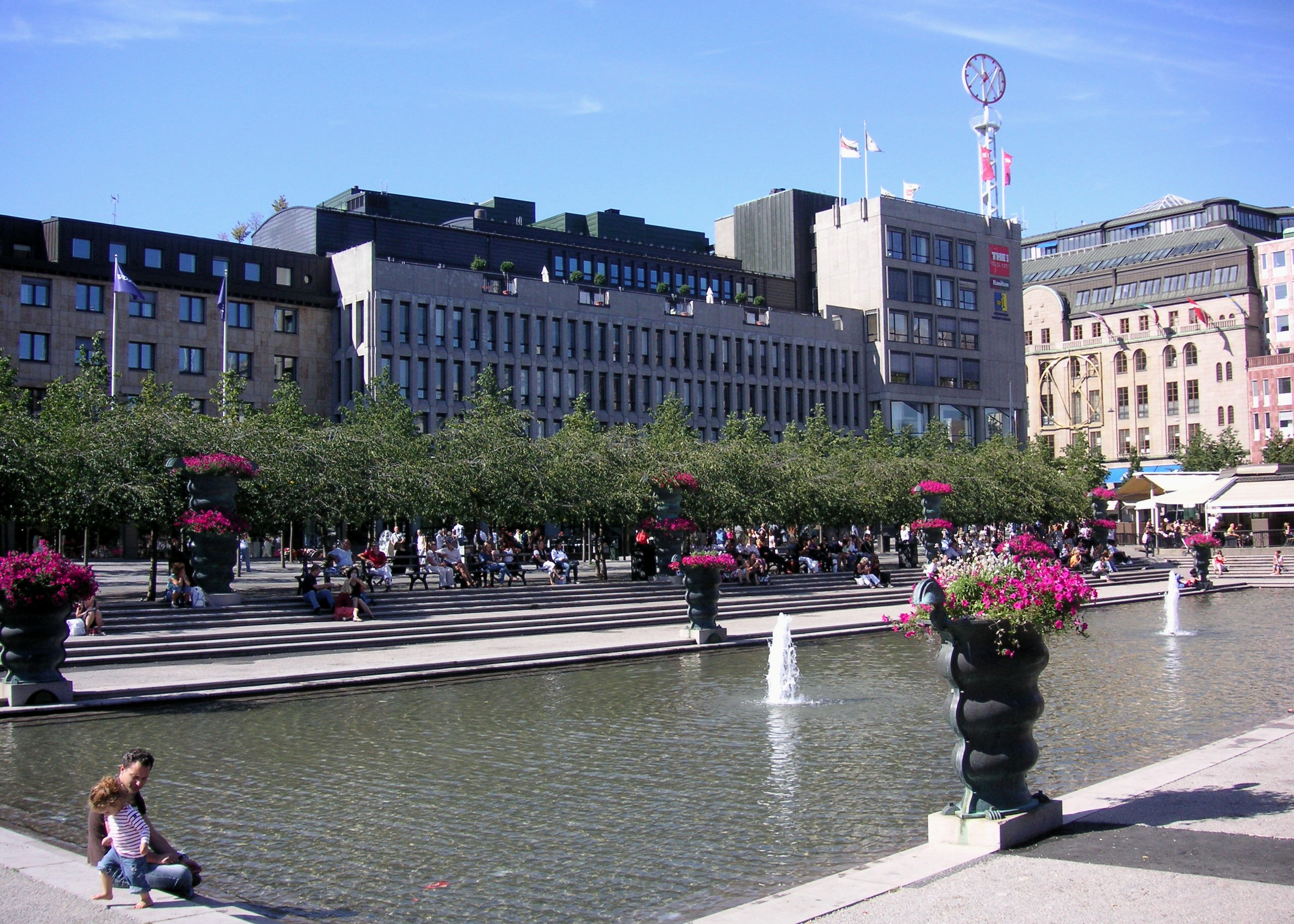
Kungsträdgårdens nya damm, juli 2007.

Kungsträdgården har gått igenom ett flertal ombyggnader och förändringar. Från att ha varit en prunkande barockträdgård på 1600-talet, förändrades parken till en exercisplats under 1800-talets sista hälft. År 1875 övertog Stockholms stad skötseln och underhållet av Kungsträdgården mot en summa av 5 000 kronor årligen och den första åtgärden var att anordna nya rabatter kring Karl XIII:s staty.
En större förändring av parken genomfördes i samband med Stockholms 700-årsfirande 1953. Då uppfördes efter Erik Glemmes ritningar en stor friluftsscen, en serveringsbyggnad vid Hamngatan, en paviljong för teservering samt några kiosker och en ölhall. Tillsammans med blomsterurnor, flaggstänger och soffor förvandlades Kungsträdgården till en färgglad miljö. I november 1962 tillkom Kungsträdgårdens konstfrusna isbana. År 1971 övergick Kungsträdgården i stadens ägo. I maj samma år utspelades Almstriden i parken. År 1987 inträffade kravallerna i Kungsträdgården.
En uppmärksammad upprustning och ombyggnad var omdaningen i Kungsträdgårdens norra del 1997–98 efter Aleksander Wolodarskis ritningar. Upprustningen gjordes i samband med att Stockholm var kulturhuvudstad i Europeiska unionen. Då anlades en stor central damm, japanska körsbärsträd i allé planterades och samtliga lindar i dåligt skick byttes ut.

## Omgivande byggnader
- Kungsträdgårdsgatan
- Lantmäteristyrelsens hus
- Sverigehuset
- Kungliga Operan
- Kungliga Trädgården 3

### Årstider

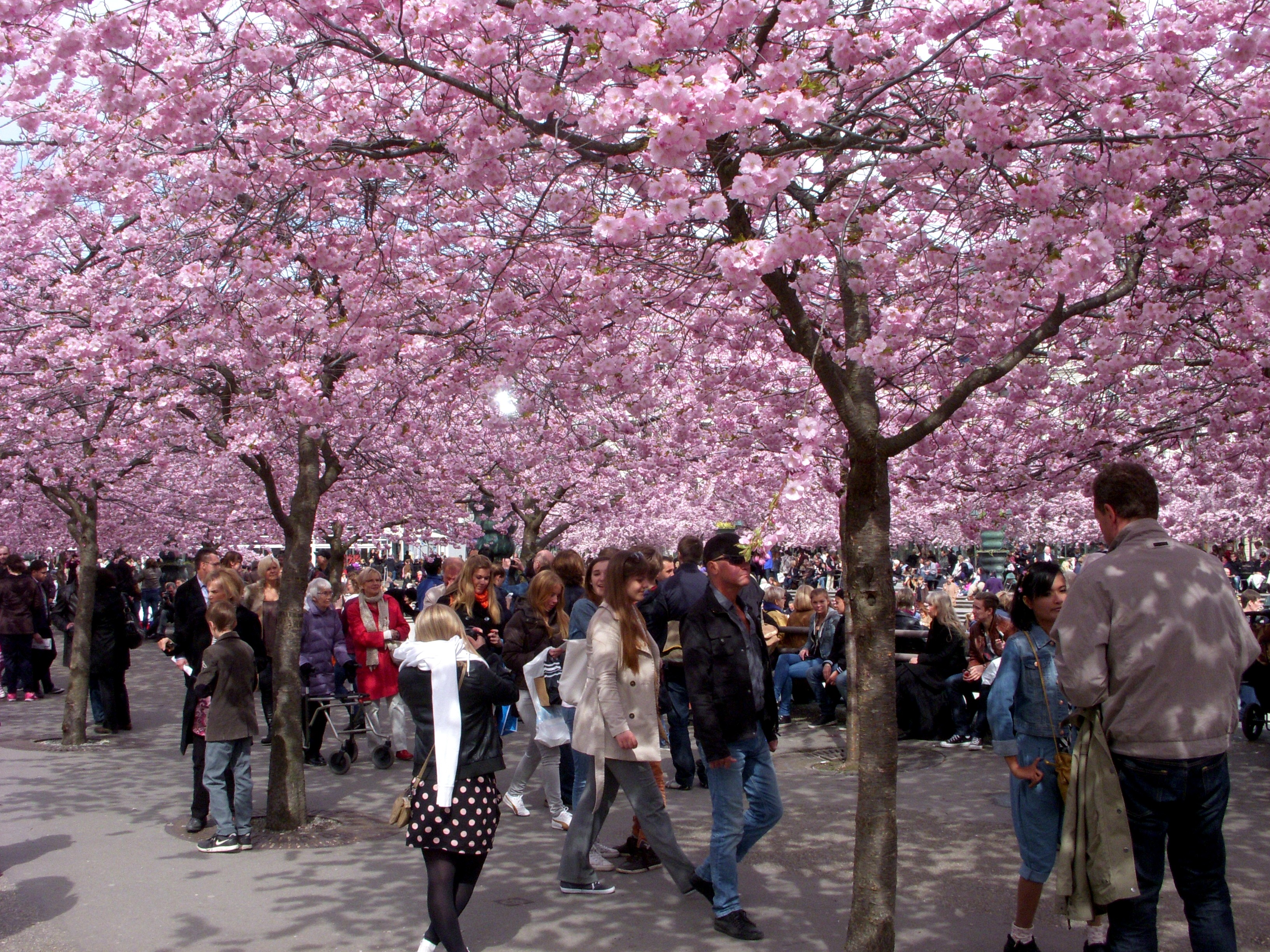
Körsbärsträden blommar, april 2012.
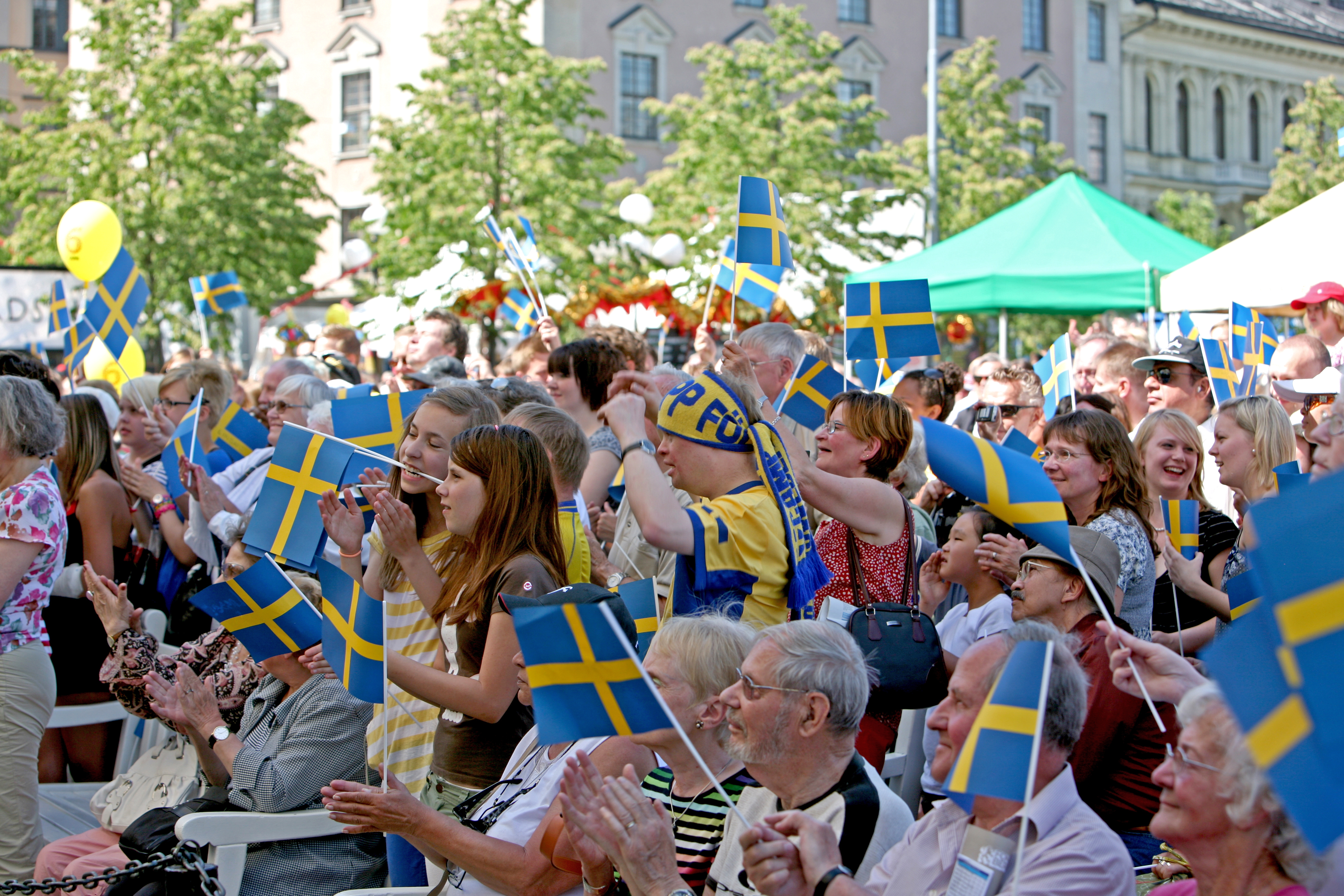
Nationaldagen i Kungsan 2008.
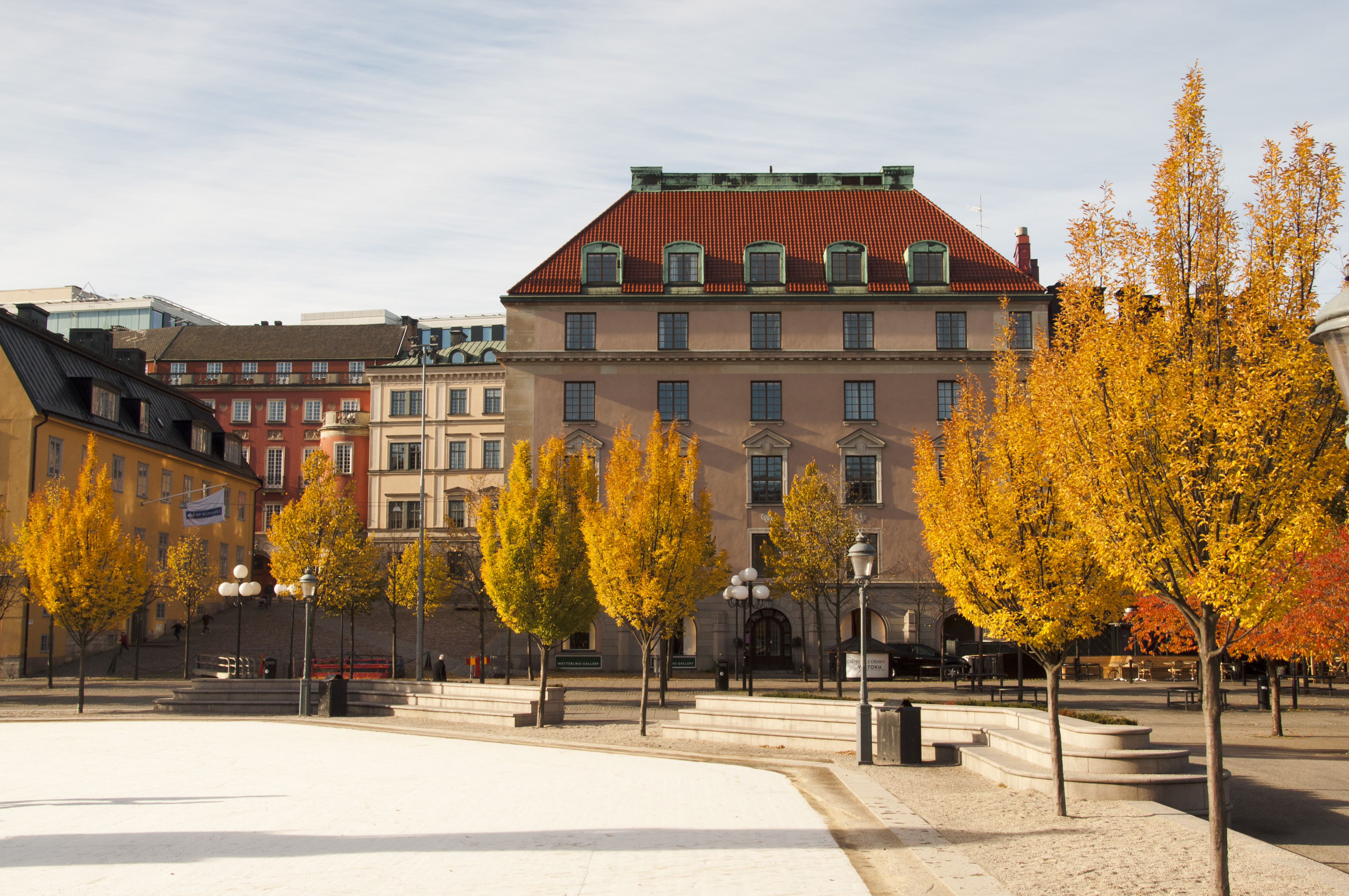
Kungsträdgården i höstskrud 2010.
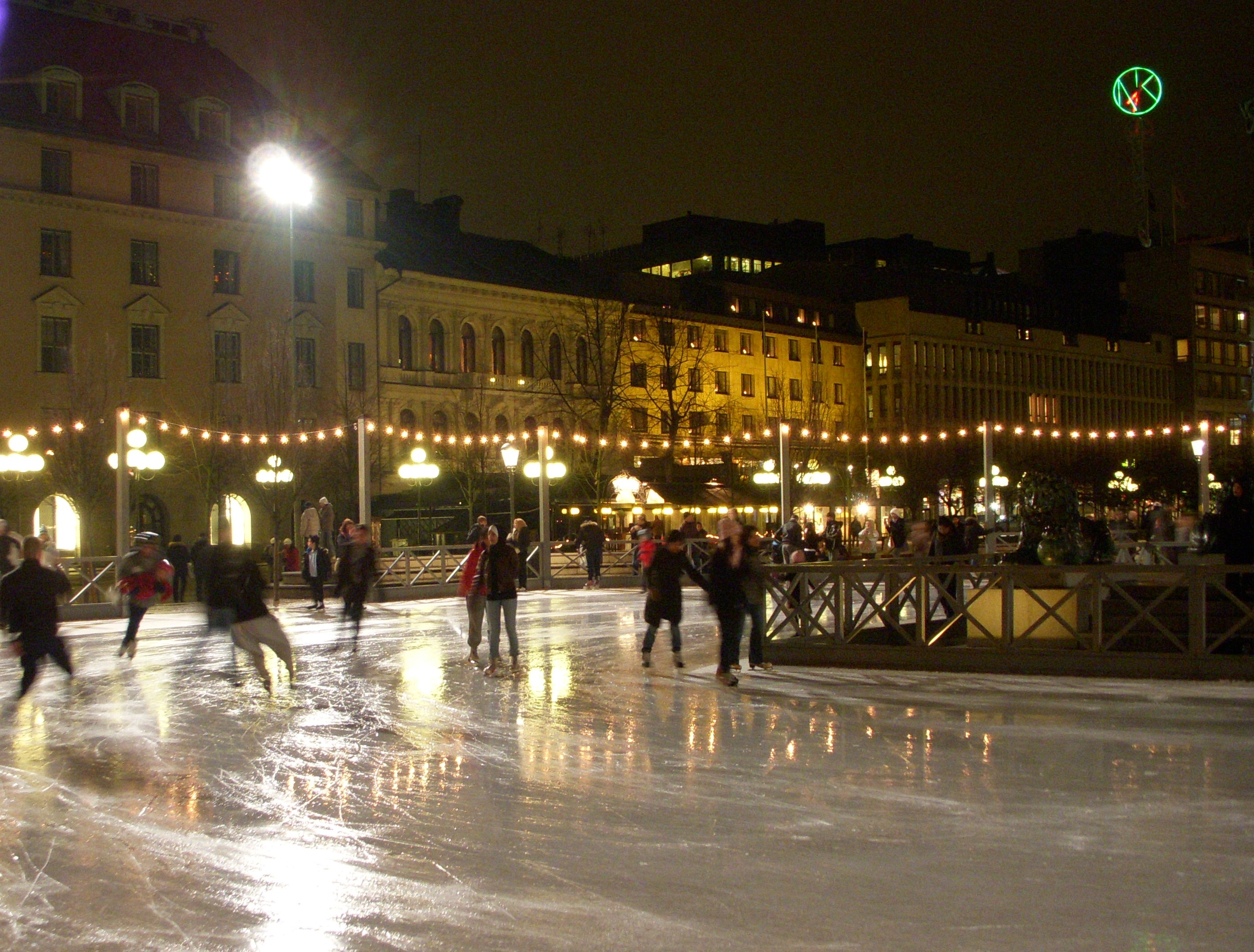
Skridskoåkning i Kungsträdgården.

### Aktiviteter

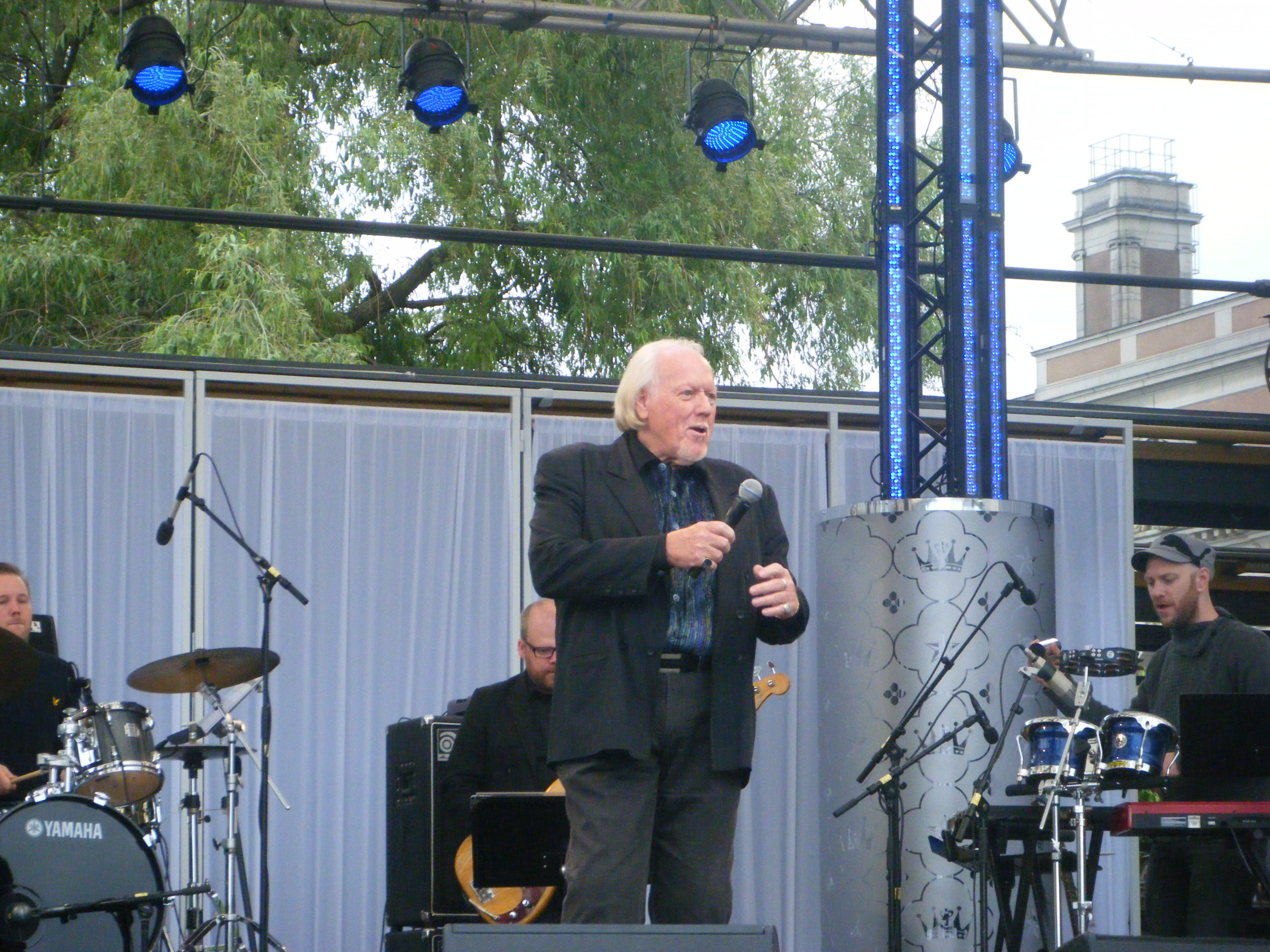
Svante Thuresson 2010.
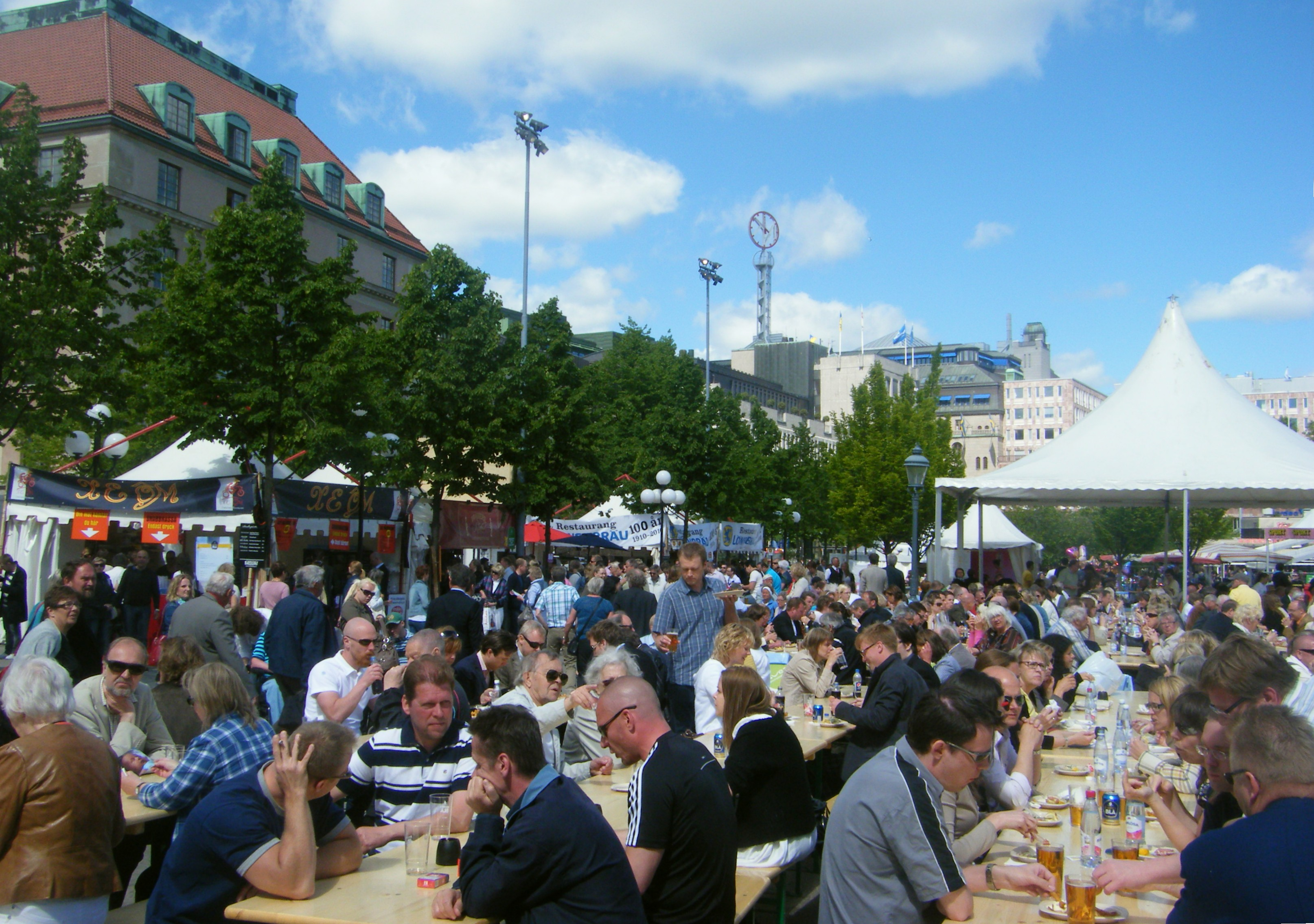
Smaka på Stockholm 2010.
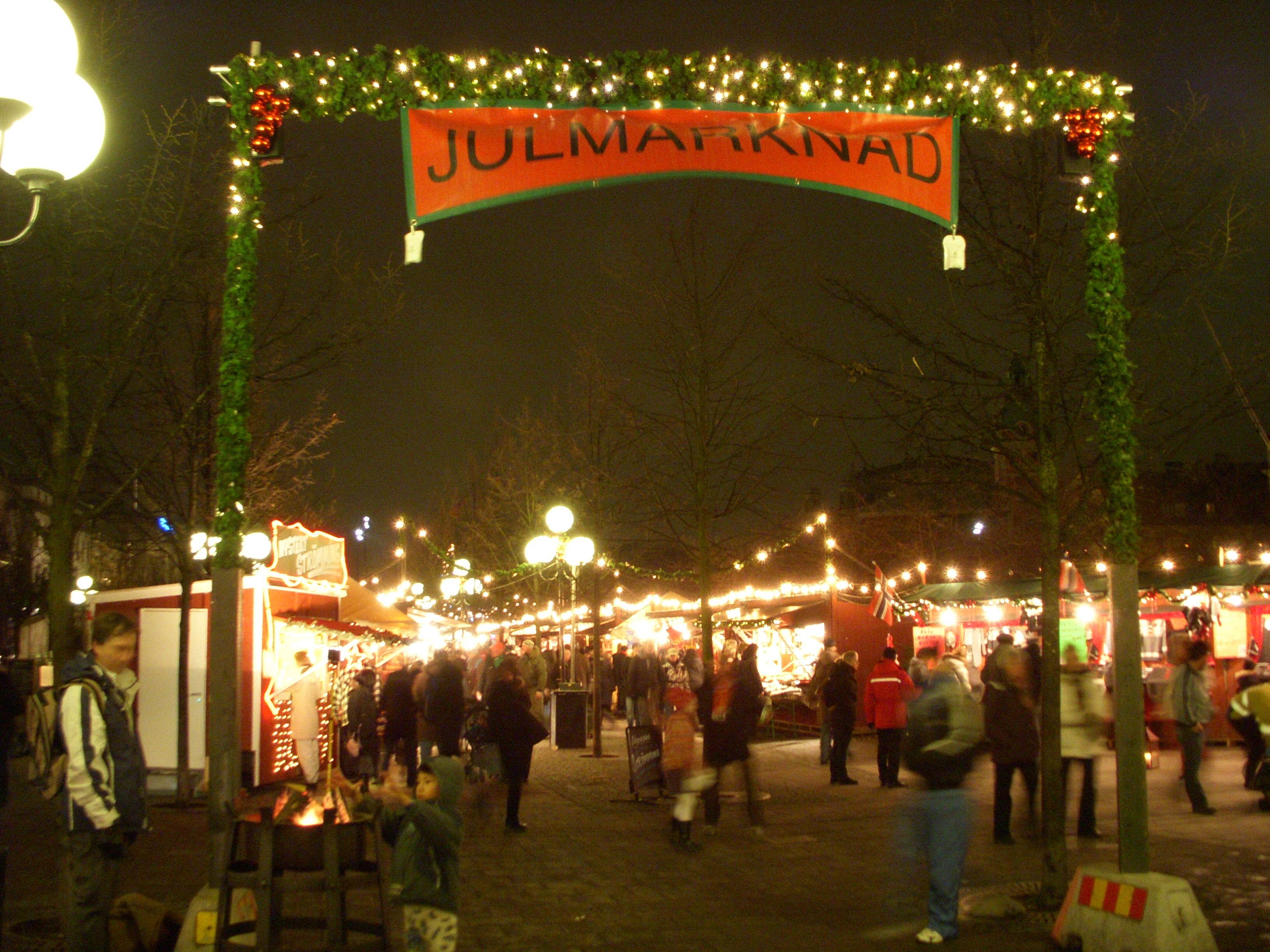
Julmarknad i Kungsan 2008.
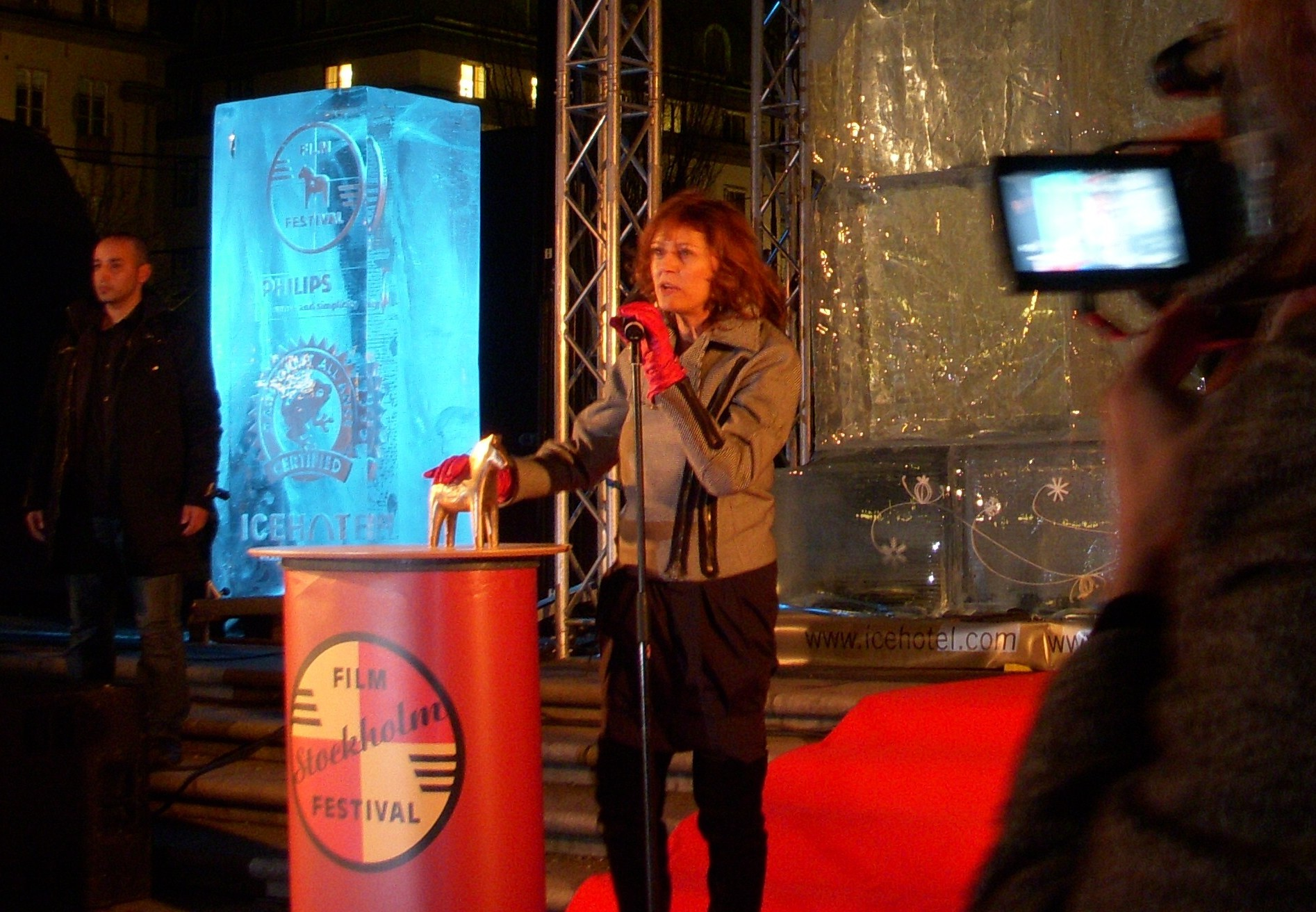
Susan Sarandon 2009.